# Sarfannguit
Sarfannguit (zastarale Sarfánguit) nebo Sarfannguaq (zastarale Sarfánguaq) je osada v kraji Qeqqata v Grónsku. Byla založena v roce 1843. V roce 2017 tu žilo 114 obyvatel. Název znamená "pomalejší (osada)".

## Počet obyvatel
Počet obyvatel Sarfannguitu byl v posledních dvou desetiletích stabilní.